# Lesotho ved OL
Lesotho deltog første gang i olympiske lege under Sommer-OL 1972 i München, men deltog ikke under Sommer-OL 1976 i Montréal. De var tilbage under Sommer-OL 1980 i Moskva, og har deltaget i samtlige efterfølgende sommerlege. De har aldrig deltaget i vinterlege. Leshoto har aldrig vundet nogen medalje. 

## Medaljeoversikt
Skabelon:Hoved
| Lesothos medaljer under de olympiske sommerlege | Lesothos medaljer under de olympiske sommerlege | Lesothos medaljer under de olympiske sommerlege | Lesothos medaljer under de olympiske sommerlege | Lesothos medaljer under de olympiske sommerlege | Lesothos medaljer under de olympiske sommerlege |
| ----------------------------------------------- | ----------------------------------------------- | ----------------------------------------------- | ----------------------------------------------- | ----------------------------------------------- | ----------------------------------------------- |
| Lege                                            | Guld                                            | Sølv                                            | Bronze                                          | Totalt                                          | Rang                                            |
| 1972 München                                    | 0                                               | 0                                               | 0                                               | 0                                               | –                                               |
| 1976 Montréal                                   | Deltog ikke                                     | Deltog ikke                                     | Deltog ikke                                     | Deltog ikke                                     | Deltog ikke                                     |
| 1980 Moskva                                     | 0                                               | 0                                               | 0                                               | 0                                               | –                                               |
| 1984 Los Angeles                                | 0                                               | 0                                               | 0                                               | 0                                               | –                                               |
| 1988 Seoul                                      | 0                                               | 0                                               | 0                                               | 0                                               | –                                               |
| 1992 Barcelona                                  | 0                                               | 0                                               | 0                                               | 0                                               | –                                               |
| 1996 Atlanta                                    | 0                                               | 0                                               | 0                                               | 0                                               | –                                               |
| 2000 Sydney                                     | 0                                               | 0                                               | 0                                               | 0                                               | –                                               |
| 2004 Athen                                      | 0                                               | 0                                               | 0                                               | 0                                               | –                                               |
| 2008 Beijing                                    | 0                                               | 0                                               | 0                                               | 0                                               | –                                               |
| 2012 London                                     | 0                                               | 0                                               | 0                                               | 0                                               | –                                               |
| 2016 Rio de Janeiro                             | 0                                               | 0                                               | 0                                               | 0                                               | –                                               |
| 2020 Tokyo                                      |                                                 |                                                 |                                                 |                                                 |                                                 |
| Totalt                                          | 0                                               | 0                                               | 0                                               | 0                                               |                                                 |